# Philippe Debureau
Philippe Debureau, född 25 april 1960 i Hinges, är en fransk tidigare handbollsspelare (högernia). Han spelade 177 landskamper och gjorde 574 mål för Frankrikes landslag, från 1985 till 1992. Han var med och tog OS-brons 1992 i Barcelona.

## Klubbar
- CG Haubourdin (1977–1979)
- Carabiniers de Billy-Montigny (1979–1981)
- US Dunkerque (1981–1984)
- Stade Toulousain (1984–1986)
- US Dunkerque (1986–1993)
- Cavigal Nice HB (1993–1994)
- USAM Nîmes (1994–1996)